# 2013년 뉴욕 영화 비평가 협회상
제79회 뉴욕 영화 비평가 협회상은 2013년 12월 3일에 열린 시상식이다.

## 수상 및 후보

### 작품상
- 아메리칸 허슬 - 데이빗 O. 러셀 수상

### 감독상
- 노예 12년 - 스티브 맥퀸 수상

### 각본상
- 아메리칸 허슬 - 데이빗 O. 러셀 수상

### 여우주연상
- 블루 재스민 - 케이트 블란쳇 수상

### 남우주연상
- 올 이즈 로스트 - 로버트 레드포드 수상

### 여우조연상
- 아메리칸 허슬 - 제니퍼 로렌스 수상

### 남우조연상
- 더 달라스 바이어스 클럽 - 자레드 레토 수상

### 촬영상
- 인사이드 르윈 - 브루노 델보넬 수상

### 애니메이션상
- 바람이 분다 - 미야자키 하야오 수상

### 다큐멘터리상
- 우리가 들려줄 이야기 - 사라 폴리 수상

### 외국영화상
- 가장 따뜻한 색, 블루 - 압델라티프 케시시 수상

### 신인작품상
- 오스카 그랜트의 어떤 하루 - 라이언 쿠글러 수상

### 특별상
- 프레더릭 와이즈먼 수상